# بوبي دايموند
بوبي دايموند (بالإنجليزية: Bobby Diamond)‏ هو محامي وممثل أمريكي، ولد في 23 أغسطس 1943 بلوس أنجلوس في الولايات المتحدة.

## وصلات خارجية
- بوبي دايموند على موقع IMDb (الإنجليزية)
- بوبي دايموند على موقع ألو سيني (الفرنسية)
- بوبي دايموند على موقع أول موفي (الإنجليزية)
- بوبي دايموند على موقع قاعدة بيانات الأفلام السويدية (السويدية)
- بوبي دايموند على موقع إن إن دي بي (الإنجليزية)
- بوبي دايموند على موقع قاعدة بيانات الفيلم (الإنجليزية)
- بوبي دايموند على موقع كينوبويسك (الروسية)